# Berg- und Skiheim Brixen im Thale
Das Berg- und Skiheim Brixen im Thale ist eine unbewirtschaftete Schutzhütte der Sektion Regensburg des Deutschen Alpenvereins auf 800 m ü. A. in Tirol (Österreich), in Waldnähe im Ortsteil Oberlauterbach. 

## Geschichte
Am 1. November 1971 wurde das Anwesen Hetznecker in Brixen im Thale von der Sektion Regensburg des Deutschen Alpenvereins unter dem Vorsitz von Thomas Brennauer gekauft. Zunächst wurden die Zimmer im 1. Obergeschoß des Altbaus genutzt, schließlich weitere Zimmer und eine Verwalterwohnung ausgebaut. Die erste Hüttenwirtin war Liesl Hetzenauer. Der Stallbereich wurde in einen Aufenthaltsraum und in zwei Lager umgebaut. Diese Grundrenovierung wurde 1975 abgeschlossen. Im Sommer 2022 wurde der Umbau der Verwalterwohnung in eine Ferienwohnung abgeschlossen. Somit wurde die Kapazität für Gäste noch einmal um 10 Schlafplätze erweitert.

## Allgemeines
Das Selbstversorgerhaus ist ganzjährig geöffnet und verfügt über derzeit 29 Betten in 2-, 3- und 4-Bett-Zimmern sowie über zwei Matratzenlager mit je zwölf Lagerplätzen, Dusch- und Waschräume, eine Selbstversorgerküche, einen Aufenthaltsraum, einen separaten Schulungs- und Aufenthaltsraum sowie einen Ski- und Trockenraum. Die Hütte hat das DAV-Siegel „Mit Kindern auf Hütten“ und eignet sich insbesondere für Familien. Für Mountainbiker sind Einstellplätze sowie Reparaturwerkzeug vorhanden. Die Ski- und Wandergebiete Kitzbühel und Wilder Kaiser liegen im Umfeld des Hauses. Das Berg- und Skiheim ist mit dem Auto erreichbar.

## Touren in der Umgebung (Auswahl)
- Zinsberg (1668 m, 2:30 Std.)
- Nachtsöllberg (1886 m, 3 Std.)
- Gampenkogel (1957 m, 3 Std.)